# ان‌جی‌سی ۶۴
ان‌جی‌سی ۶۴ (به انگلیسی: NGC 64) یک کهکشان مارپیچی با قدر ظاهری ۱۳٫۶ است که در صورت فلکی نهنگ قرار دارد.